# Richard Lieb
Ziskind Richard (Dick) Lieb (Gary, 7 maart 1930) is een Amerikaans componist, arrangeur en trombonist. 

## Levensloop
Lieb was (bas)trombonist in diverse ensembles en orkesten, zoals het Radio City Music Hall Orchestra, de New York Tonight Show Band onder leiding van Skitch Henderson en Doc Severinsen en vooral ook - samen met Kai Winding, Wayne Andre, Carl Fontana (trombones), Kenny O'Brien (bas), Jack Franklin (drumstel) en Roy Frazee (piano) - (bas)trombonist in het Kai Winding Septet. Voor al deze formaties heeft hij gearrangeerd en gecomponeerd. 
Als arrangeur en componist was hij ook werkzaam voor documentaires en tv-series van de American Broadcasting Company (ABC), voor speciale opdrachten van de kinderserie Sesame Street, de Broadwayshow Dream en talrijke orkesten, ensembles en artiesten, zoals bijvoorbeeld Doc Severinsen with the Phoenix, het Buffalo Orchestra, Milwaukee Orchestra en Minnesota Orchestra, de West Palm Beach Pops, Mandy Patinkin, Urbie Green, Buddy Rich en Rosemary Clooney.

## Composities

### Werken voor harmonieorkest
- 1970 Concertino basso, voor bastrombone en harmonieorkest
- 1973 Short Ballet
- Dedication Overture

### Werken voor jazzensemble
- 1985 When the saints go marchin' in, voor jazzensemble

### Kamermuziek
- 1972 Concertino basso, voor bastrombone (of tenortrombone) en piano
- 1972 The stroller, voor 5 trompetten, 4 trombones, 5 klarinetten (of saxofoons), 1 tuba, gitaar, contrabas, drumstel en piano
- 1974 Feature suite, voor koperkwintet (2 trompetten, hoorn, trombone en tuba) en orgel 
  1. Trumpet march
  2. Horn ballad
  3. Rhythmic piece for trombone
  4. Tuba dance
  5. Organ fugue and chorale
- 1975 Song and dance, voor trombone en piano (of strijkkwartet)
- 1987 Amity, voor trombone sextet met ritme groep
- Medley of traditional Christmas carols, voor kopertrio (trompet, hoorn en trombone)

### Filmmuziek
- 1969 Hang Up
- 1978 Christmas Eve on Sesame Street
- 1983 Big Bird in China
- 1983 Don't Eat the Pictures: Sesame Street at the Metropolitan Museum of Art
- 1988 ビッグバードがやってきた - Big Bird in Japan
- 1993 Sesame Songs: Sing-Along Earth Songs